# سیارک ۲۲۹۷۷۷
سیارک ۲۲۹۷۷۷ (به انگلیسی: 229777 ENIAC، نامگذاری:2008MX4)۲۲۹۷۷۷مین سیارک کشف شده‌است که در ۲۸ ژوئن ۲۰۰۸ کشف شد.